# Список умерших в 1751 году

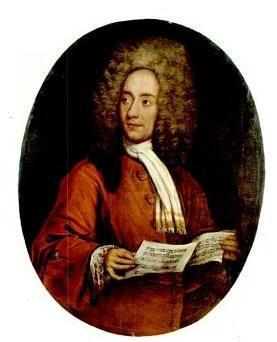
Альбинони, Томазо Джованни (1671—1751)

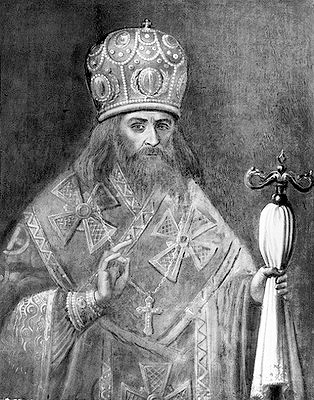
Варлаам (Вонатович) (1680—1751)

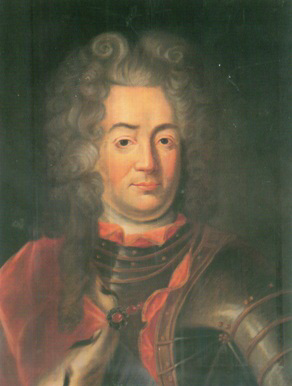
Василий Фёдорович Салтыков (1675—1751)

В этой статье представлен список известных людей, умерших в 1751 году.
См. также: Категория:Умершие в 1751 году

## Январь
- 1 января — Мэйнард, Роберт — капитан Королевского флота Великобритании, известен в западном мире после сокрушительной победы над легендарным пиратом Чёрной Бородой
- 5 января — Лысенко, Фёдор Иванович — генеральный есаул и генеральный судья Войска Запорожского
- 16 января — Альбинони, Томазо Джованни — венецианский композитор эпохи Барокко
- 17 января — Варлаам (Вонатович) — епископ Русской православной церкви, архиепископ Киевский и Галицкий

## Февраль
- 1 февраля — Тюрго, Мишель-Этьен — купеческий прево Парижа (с 1729 по 1740 год), известен как инициатор создания одной из самых известных карт Парижа
- 7 февраля — Фридрих IV — ландграф Гессен-Гомбургский

## Март
- 25 марта — Фредрик I — король Швеции с 1720 года, ландграф Гессен-Кассельский (под именем Фридриха I) с 1730 года
- 31 марта — Фредерик, принц Уэльский — старший сын британского короля Георга II и Каролины Ансбахской, с 1727 года наследник британского престола. Отец короля Георга III

## Апрель
- 7 апреля — Левашов, Василий Яковлевич — русский генерал-аншеф, государственный деятель, соратник Петра I, основатель города Кизляр
- 20 апреля — Гизела Агнесса Ангальт-Кётенская — княгиня-консорт Ангальт-Дессауская

## Май
- 21 мая — Беэр, Андреас Бенедиктович — горный специалист, первый главный командир (начальник) Колывано-Воскресенских заводов (1747—1751)

## Июнь
- 12 июня — Никодим (Скребницкий) — епископ Русской православной церкви, епископ Переяславский (1745—1951), епископ Санкт-Петербургский и Шлиссельбургский (1741—1745)

## Июль
- 6 июля — Сапега, Ян Фредерик — государственный деятель и писатель Речи Посполитой, с 1735 — канцлер великий литовский
- 12 июля — Токугава Ёсимунэ — в Японии 8-й сёгун из династии Токугава

## Август
- 30 августа — Польхем, Кристофер — шведский учёный, изобретатель и промышленник.

## Октябрь
- 7 октября — Бургав-Каау, Герман — тайный советник, лейб-медик, архиятер, директор Медицинской канцелярии (1748—1751)
- 22 октября — Вильгельм IV Оранский — принц Оранский и Нассауский, барон Бреды, штатгальтер Фрисландии и Гронингена (1711—1747), Гелдерланда и Оверэйсела (1722—1747), Голландии, Зеландии и Утрехта (1747), 1-й генеральный штатгальтер Республики Соединенных провинций (1747—1751)
- 30 октября — Таубе, Эдвард Дидрик — шведский адмирал, член риксрода

## Декабрь
- 19 декабря — Луиза Великобританская — королева Дании и Норвегии с 1746

## Дата неизвестна или требует уточнения
- Бестужева-Рюмина, Анна Гавриловна — русская аристократка, статс-дама Екатерины I, одна из центральных фигур заговора «Ботта—Лопухиных»
- Салтыков, Василий Фёдорович (1675) — русский государственный деятель из рода Салтыковых, генерал-аншеф, петербургский генерал-полицмейстер